# 에치고이와사와역
에치고이와사와역(일본어: 越後岩沢駅)은 일본 니가타현 오지야시에 위치한 동일본 여객철도 이야마 선의 철도역이다. 단선 승강장 1면 1선의 구조를 갖춘 지상역이다.

## 역 주변
- 국도 제117호선

## 역사
- 1927년
  - 6월 15일 : 도카마치 선 · 에치고카와구치 - 에치고이와사와 간 개업 때에 개설.
  - 11월 15일 : 도카마치 선 · 에치고이와사와 - 도카마치 간 개업과 함께 개설.
- 1944년 6월 1일 : 이야마 선으로 개칭.
- 1987년 4월 1일 : 일본국유철도 분할 민영화에 의해, 동일본 여객철도가 승계.
- 1992년 10월 1일 : 폐색 취급 중지.
- 1993년 10월 1일 : 무인화.

## 인접 역
| 동일본 여객철도 이야마 선 | 동일본 여객철도 이야마 선 | 동일본 여객철도 이야마 선      |
| ------------------------- | ------------------------- | ------------------------------ |
| 게조 나가노 · 도요노 방면 | ■ 이야마 선               | 우치가마키 에치고카와구치 방면 |